# Trimerotropis californica
Trimerotropis californica é uma espécie de gafanhoto da família Acrididae. Pode ser encontrada nos seguintes países: América Central e América do Norte.

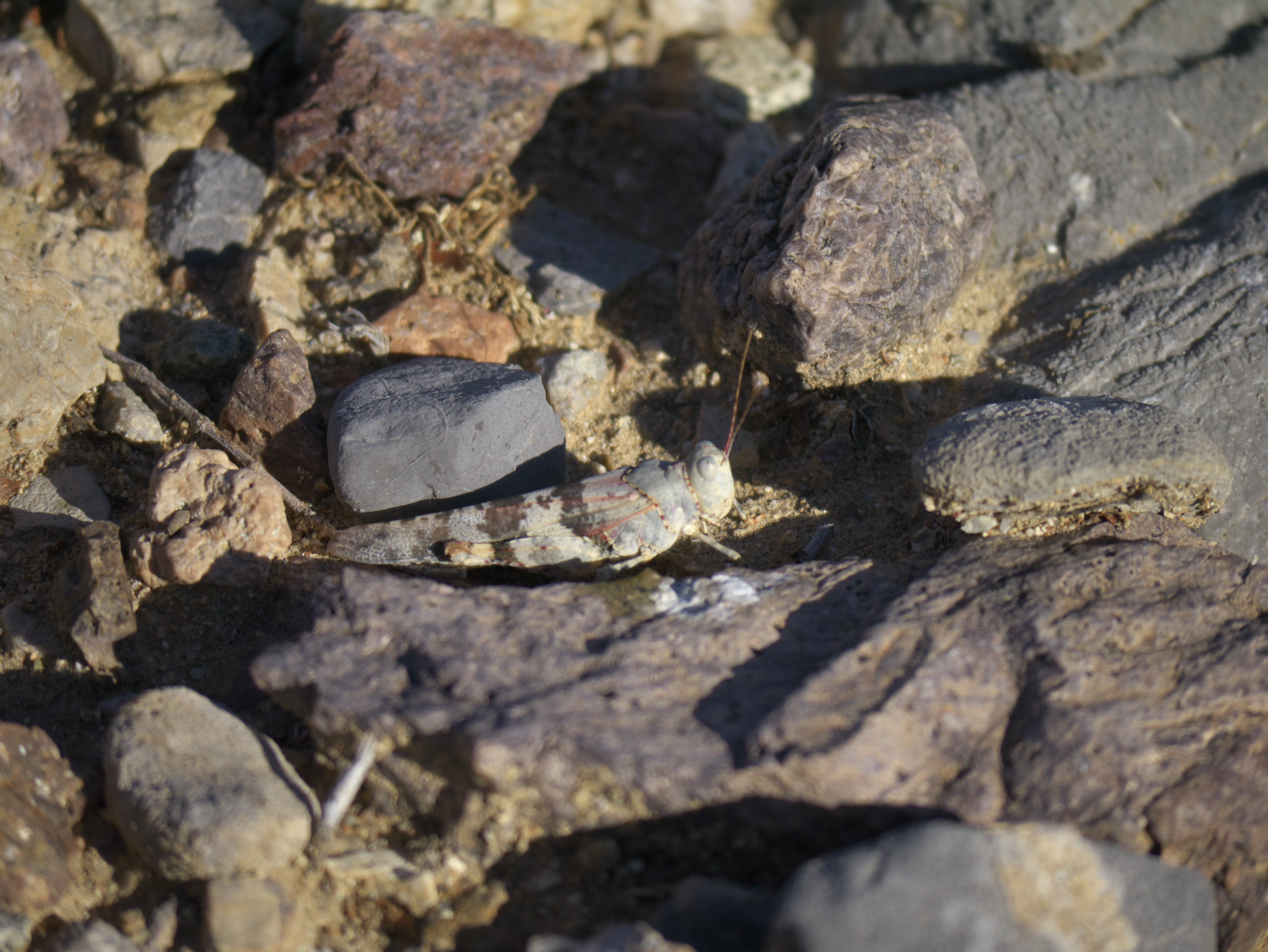
Trimerotropis californica